# 증례 제시
증례 제시(case presentation) 또는 사례 제시는 환자의 임상 정보에 관해 의사와 간호사 등 의료 전문가 간의 공식적인 의사소통이다.
사례 프레젠테이션의 필수 부분은 다음과 같다:
- 신분증
- 상담/입원 사유
- 주요 불만 사항(CC) - 환자가 의료 서비스를 찾게 만든 이유.
- 현재 질병의 병력(HPI) - 주요 불만 사항과 관련된 상황.
- 과거 병력(PMHx)
- 과거 수술 이력
- 현재 복용 중인 약물
- 알레르기
- 가족력(FHx)
- 사회 이력(SocHx)
- 신체검사 (PE)
- 실험 결과 (Lab)
- 기타 조사(영상, 생검 등)
- 사례개요 및 소감
- 관리계획
- 진료소나 병원에서 후속 조치
- 환자의 치료 순응도
- 치료의 성공 또는 실패.
- 성공 또는 실패의 원인.

## 같이 보기
- 증례 보고: 환자 한 명에 대한 보고서
- 증례 시리즈: 여러명의 환자에 대한 보고서